# St Patrick’s Athletic
Der St Patrick’s Athletic Football Club (kurz auch: die Pats, St Pats, irisch: Cumann Peile Lúthchleas Phádraig Naofa) ist ein 1929 gegründeter Fußballverein aus dem Stadtteil Inchicore der irischen Hauptstadt Dublin.

## Geschichte
In den Jahren nach der Gründung dominierten die Pats die Liga von Leinster, schließlich wurden sie 1951 in die League of Ireland aufgenommen. Die ersten zehn Jahre in der Liga wurden das Goldene Jahrzehnt der Mannschaft; in der Debütsaison gelang sofort die Meisterschaft. Diese konnte 1955 und 1956 wiederholt werden; 1961 wurde man noch einmal Zweiter. St Patrick’s Athletic stand daneben dreimal im Pokalfinale. Das erste 1954 verlor man noch mit 0:1 gegen Drumcondra, doch 1959 und 1961 konnten beide gewonnen werden.
Darauf folgte eine lange Durststrecke, in der die Pats weder in der Liga noch in den Pokalwettbewerben etwas erreichten; zwar standen die Pats 1967, 1974 und 1980 jeweils im Finale des irischen Pokals, 1980 zusätzlich auch im Finale des Ligapokals, doch verloren sie alle diese Endspiele.
1986 übernahm der spätere irische Nationaltrainer Brian Kerr die Verantwortung für die Mannschaft. Er führte sie in den folgenden elf Jahren, in denen er ihr Trainer blieb, an die Spitze der Liga. 1988 musste man sich noch am letzten Spieltag im Kampf um die Meisterschaft dem Dundalk FC geschlagen geben. Zwei Jahre später, 1990, gewann man den ersten nationalen Titel nach 34 Jahren. Die Zeit um die Jahrtausendwende wurde schließlich das zweite Goldene Jahrzehnt von St Patrick’s Athletic; in den vier Jahren zwischen 1995 und 1999 gewannen sie drei von vier Meisterschaften.
2001/02 beendeten sie die Saison ebenfalls als Tabellenerster, wegen des Einsatzes von nicht spielberechtigten Spielern wurde der Titel jedoch aberkannt. Dennoch war der Anfang des neuen Jahrtausends erfolgreich mit den ersten beiden Titeln im Liga-Pokal 2001 und 2003. 2006 hatte der Club nach dem Erreichen des Endspiels des irischen Pokals wieder die Chance auf einen bedeutenden Titel, scheiterte jedoch nach zwischenzeitlicher Führung knapp mit 3:4 an Derry City.
International schied der Club fast immer in den Qualifikationsphasen aus. In der Qualifikation für den UEFA-Pokal 2008/09 zog der Verein erstmals in die Hauptrunde ein, nachdem in den ersten beiden Qualifikationsrunden Olimps Riga (LAT) und IF Elfsborg (SWE) besiegt wurden. In der ersten Hauptrunde verlor St Patrick’s Athletic mit einem Gesamtergebnis von 0:2 gegen Hertha BSC. Die Pats setzten sich in der Saison 2009/10 in der Qualifikationsrunde für die Europa League durch und waren für die Hauptrunde qualifiziert, in der sie allerdings ausschieden. In der Saison 2012/13 trafen die Pats in der 3. Qualifikationsrunde zur Europa League auf Hannover 96, gegen die sie jedoch erst mit 0:3 zuhause und dann 0:2 auswärts verloren und somit aus dem Wettbewerb ausgeschieden sind.
Im Oktober 2013 gewann man zum 8. Mal die irische Meisterschaft. Man musste 14 Jahre auf diesen Titel warten.
Im Jahr 2023 wurde der Club zum fünften Mal Pokalsieger und gewann zudem die Vizemeisterschaft. Im Finale gewann man mit 3:1 gegen Bohemians Dublin.

## Erfolge
- Irischer Meister (8)
  - 1951/52, 1954/55, 1955/56, 1989/90, 1995/96, 1997/98, 1998/99, (2001/02 1), 2013

- Irischer Pokalsieger (5)
  - 1959, 1961, 2014, 2021, 2023

- League of Ireland Shield (1)
  - 1960

- Irischer Ligapokalsieger (4)
  - 2000/01, 2003, 2015, 2016

- FAI Super Cup (2)
  - 1999, 2014

## Europapokalbilanz
| Saison    | Wettbewerb                    | Runde                  | Gegner                 | Gesamt          | Hin     | Rück          |
| --------- | ----------------------------- | ---------------------- | ---------------------- | --------------- | ------- | ------------- |
| 1961/62   | Europapokal der Pokalsieger   | 1. Runde               | Dunfermline Athletic   | 1:8             | 1:4 (A) | 0:4 (H)       |
| 1967/68   | Messestädte-Pokal             | 1. Runde               | Girondins Bordeaux     | 4:9             | 1:3 (H) | 3:6 (A)       |
| 1988/89   | UEFA-Pokal                    | 1. Qualifikationsrunde | Heart of Midlothian    | 0:4             | 0:2 (H) | 0:2 (A)       |
| 1990/91   | Europapokal der Landesmeister | 1. Runde               | Dinamo Bukarest        | 1:5             | 0:4 (A) | 1:1 (H)       |
| 1996/97   | UEFA-Pokal                    | Vorrunde               | ŠK Slovan Bratislava   | 3:5             | 3:4 (H) | 0:1 (A)       |
| 1998/99   | UEFA Champions League         | 1. Qualifikationsrunde | Celtic Glasgow         | 0:2             | 0:0 (A) | 0:2 (H)       |
| 1999/2000 | UEFA Champions League         | 1. Qualifikationsrunde | Zimbru Chișinău        | 0:10            | 0:5 (H) | 0:5 (A)       |
| 2002      | UEFA Intertoto Cup            | 1. Qualifikationsrunde | HNK Rijeka             | (a)3:3(a)       | 2:3 (A) | 1:0 (H)       |
| 2002      | UEFA Intertoto Cup            | 2. Qualifikationsrunde | KAA Gent               | (a)3:3(a)       | 0:2 (A) | 3:1 (H)       |
| 2007/08   | UEFA-Pokal                    | 1. Qualifikationsrunde | Odense BK              | 0:5             | 0:0 (H) | 0:5 (A)       |
| 2008/09   | UEFA-Pokal                    | 1. Qualifikationsrunde | JFK Olimps             | 3:0             | 1:0 (A) | 2:0 (H)       |
| 2008/09   | UEFA-Pokal                    | 2. Qualifikationsrunde | IF Elfsborg            | 4:3             | 2:2 (A) | 2:1 (H)       |
| 2008/09   | UEFA-Pokal                    | 1. Runde               | Hertha BSC             | 0:2             | 0:2 (A) | 0:0 (H)       |
| 2009/10   | UEFA Europa League            | 2. Qualifikationsrunde | FC Valletta            | 2:1             | 1:1 (H) | 1:0 (A)       |
| 2009/10   | UEFA Europa League            | 3. Qualifikationsrunde | Krylja Sowetow Samara  | (a)3:3(a)       | 1:0 (H) | 2:3 (A)       |
| 2009/10   | UEFA Europa League            | Play-offs              | Steaua Bukarest        | 1:5             | 0:3 (A) | 1:2 (H)       |
| 2011/12   | UEFA Europa League            | 1. Qualifikationsrunde | ÍBV Vestmannaeyja      | 2:1             | 0:1 (A) | 2:0 (H)       |
| 2011/12   | UEFA Europa League            | 2. Qualifikationsrunde | Schachtjor Qaraghandy  | 3:2             | 1:2 (A) | 2:0 (H)       |
| 2011/12   | UEFA Europa League            | 3. Qualifikationsrunde | Karpaty Lwiw           | 1:5             | 0:2 (A) | 1:3 (H)       |
| 2012/13   | UEFA Europa League            | 1. Qualifikationsrunde | ÍBV Vestmannaeyja      | (a)2:2(a)       | 1:0 (H) | 1:2 (A) n. V. |
| 2012/13   | UEFA Europa League            | 2. Qualifikationsrunde | NK Široki Brijeg       | 3:2             | 1:1 (A) | 2:1 (H) n. V. |
| 2012/13   | UEFA Europa League            | 3. Qualifikationsrunde | Hannover 96            | 0:5             | 0:3 (H) | 0:2 (A)       |
| 2013/14   | UEFA Europa League            | 1. Qualifikationsrunde | VMFD Žalgiris Vilnius  | 3:4             | 2:2 (A) | 1:2 (H)       |
| 2014/15   | UEFA Champions League         | 1. Qualifikationsrunde | Legia Warschau         | 1:6             | 1:1 (A) | 0:5 (H)       |
| 2015/16   | UEFA Europa League            | 1. Qualifikationsrunde | Skonto Riga            | 1:4             | 2:2 (A) | 0:2 (H)       |
| 2016/17   | UEFA Europa League            | 1. Qualifikationsrunde | Jeunesse Esch          | (a)2:2(a)       | 1:0 (H) | 1:2 (A)       |
| 2016/17   | UEFA Europa League            | 2. Qualifikationsrunde | FK Dinamo Minsk        | 1:2             | 1:1 (A) | 0:1 (H)       |
| 2019/20   | UEFA Europa League            | 1. Qualifikationsrunde | IFK Norrköping         | 1:4             | 0:2 (H) | 1:2 (A)       |
| 2022/23   | UEFA Europa Conference League | 2. Qualifikationsrunde | NŠ Mura                | 1:1 (6:5 i. E.) | 1:1 (H) | 0:0 (A)       |
| 2022/23   | UEFA Europa Conference League | 3. Qualifikationsrunde | ZSKA Sofia             | 1:2             | 1:0 (A) | 0:2 (H)       |
| 2023/24   | UEFA Europa Conference League | 1. Qualifikationsrunde | F91 Dudelange          | 3:5             | 1:2 (A) | 2:3 (H)       |
| 2024/25   | UEFA Conference League        | 2. Qualifikationsrunde | FC Vaduz               | 5:3             | 3:1 (H) | 2:2 (A)       |
| 2024/25   | UEFA Conference League        | 3. Qualifikationsrunde | Sabah FK               | 2:0             | 1:0 (H) | 1:0 (A)       |
| 2024/25   | UEFA Conference League        | Play-offs              | Istanbul Başakşehir FK | 0:2             | 0:0 (H) | 0:2 (A)       |
| 2025/26   | UEFA Conference League        | 1. Qualifikationsrunde | FC Hegelmann           | 3:0             | 1:0 (H) | 2:0 (A)       |
| 2025/26   | UEFA Conference League        | 2. Qualifikationsrunde | FC Nõmme Kalju         | 3:2             | 1:0 (H) | 2:2 n. V. (A) |
| 2025/26   | UEFA Conference League        | 3. Qualifikationsrunde | Beşiktaş Istanbul      | 3:7             | 1:4 (H) | 2:3 (A)       |

Gesamtbilanz: 74 Spiele, 19 Siege, 15 Unentschieden, 40 Niederlagen, 69:129 Tore (Tordifferenz −60)
Stand: 14. August 2025

## Trainer
- 1998–1999  Liam Buckley
- 1999–2003  Pat Dolan
- 2003–2004  Eamonn Collins
- 2004–2009  John McDonnell
- 2009 0000  Jeff Kenna
- 2009–2011  Pete Mahon
- 2011–2018  Liam Buckley
- 2018–2019  Harry Kenny
- 2019–2021  Stephen O’Donnell
- 2021–2023  Tim Clancy
- 2023–2024  Jon Daly
- 2024–0000  Stephen Kenny